# Bataille de Kenge
La bataille de Kenge a eu lieu en mai 1997 lors de la première guerre du Congo. Les rebelles de l'Alliance des forces démocratiques pour la libération du Congo (AFDL) soutenus par l'armée patriotique rwandaise (APR) attaquent les défenses des forces armées zaïroises (FAZ) fidèles au président Mobutu Sese Seko, soutenues par la guérilla angolaise UNITA. La bataille est marquée par une forte résistance des FAZ face aux troupes de Laurent-Désiré Kabila, nécessitant l'intervention de forces régulières angolaises pour que l'obstacle soit franchi.

## Situation

La situation au Zaïre fin avril 1997. L'AFDL est maître de l'est du pays, du Haut-Zaïre au Shaba. Un corps expéditionnaire angolais vient de prendre Tshikapa et Kikwit (29 4 1997-). La dernière étape avant Kisangani est Kenge.

En avril 1997, la rébellion de Kabila, partie fin 1996 du Kivu, a pris le contrôle de la majeure partie du Zaïre. La seconde ville du pays, Lubumbashi a été prise au début du mois. Seule Kinshasa, la capitale zaïroise, ainsi que Gbadolite et Matadi, sont encore contrôlées par Mobutu.
Située à environ 230 km de Kinshasa, la ville de Kenge, dans la province du Bandundu, est un point stratégique sur la route vers Kinshasa. La région est vallonnée, la route étroite rend compliqué tout débordement de véhicules et Kenge est située entre les rivières Wamba et Bakali,.
À la fin du mois d'avril 1997, un corps expéditionnaire angolais franchit la frontière. Remontant vers le nord, il prend Tshikapa le 23 avril et Kikwit le 29 avril ou le 30 avril. Les troupes venues d'Angola et les Rwando-Congolais venus de l'est partent ensuite de cette dernière ville vers Kenge,, d'où s'enfuient les unités gouvernementales le 2 mai 1997. Mais les forces loyales à Mobutu décident de regrouper de nombreuses unités pour défendre la ville.
Pour le chef de l'armée zaïroise, le général Mahele, tenir la route de Kinshasa permettrait de négocier une transition pacifique entre le régime de Mobutu et Kabila. De son côté, l'UNITA, guérilla angolaise dirigée par Jonas Savimbi, possède de nombreuses installations au Zaïre et va s'impliquer fortement pour défendre ces bases arrières.

### Forces zaïroises

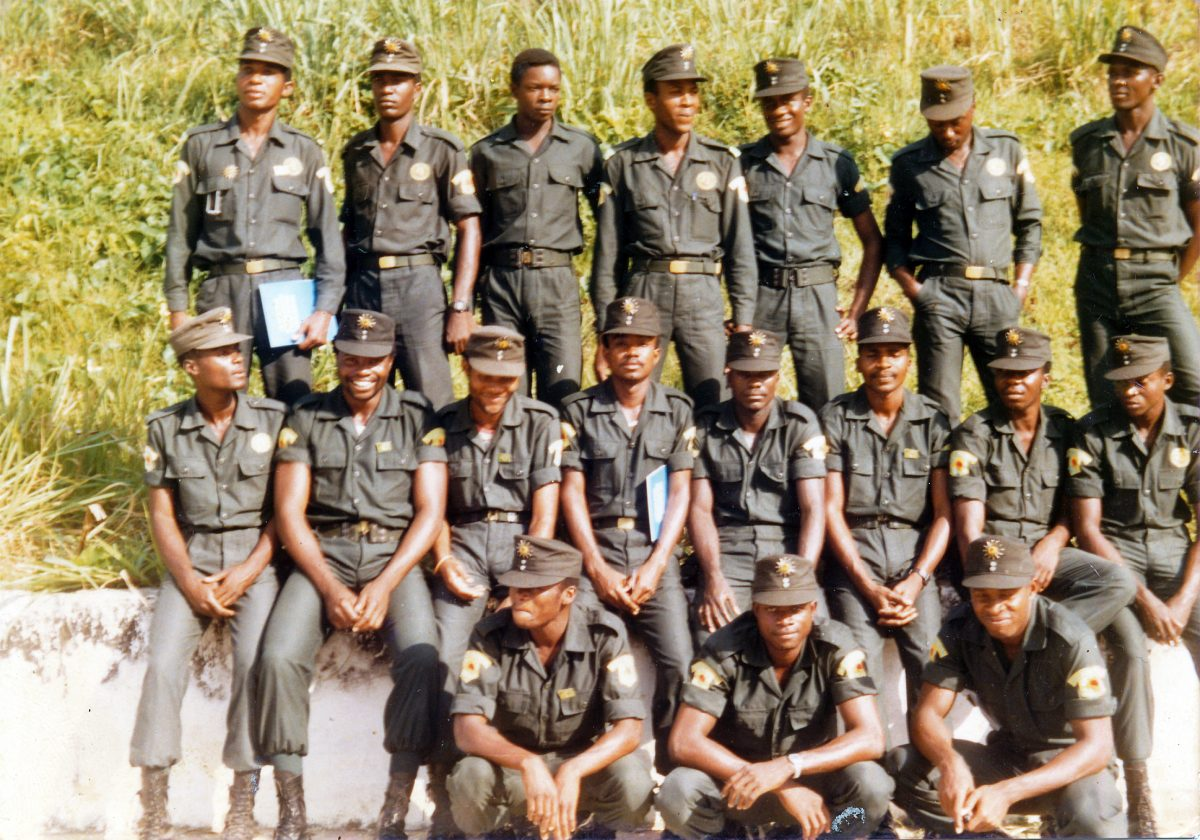
Les soldats de la garde civile zaïroise (ici en 1985) participeront à la bataille, nombre d'entre eux venant d'être recrutés à Kinshasa.

Les forces pro-Mobutu sont constituées d'environ 3 000 militaires de la Division spéciale présidentielle (DSP), de soldats de la garde civile — dont des jeunes Kinois recrutés pour une centaine de dollars chacun — encadrés par le service d'action et de renseignement militaire, de 500 à 3 000 combattants de l'UNITA et d'anciens des forces armées rwandaises (FAR) hutues. Les troupes de la DSP sont commandées par les colonels Tendayo et Lisika. Le capitaine Ilunga Kampete commande un escadron de chars Type 59.

### Rebelles
Les troupes rebelles sont commandées par James Kabarebe, un officier de l'APR. Les quelque 3 000 rebelles de l'AFDL auraient été soutenus par 600 militaires de l'APR. De très nombreux enfants-soldats, les kadogos, ont été recrutés par l'Alliance. Les troupes rebelles comptent également des militaires angolais d'origine katangaise, les Tigres, commandés par Vindicien Kinyata. Pendant la bataille, l'armée angolaise, qui jusque-là apportait surtout un soutien logistique, déploiera pour la première fois  2 000  à   3 000 soldats non katangais,.

## Premiers combats

Situation de Kenge entre les rivières Kwango, Wamba et Bakali. La route nationale 1 (trait épais rouge), allant de Kikwit à Kinshasa, passe par Kenge.

Le 4 mai, les soldats de la DSP se font passer pour des rebelles à leur arrivée pour tester la fidélité des habitants. Des civils sont en conséquence exécutés pour traîtrise à l'ouest de Kenge et à Kenge même.
Après avoir atteint Kenge, les rebelles tentent le 5 mai de franchir la rivière Kwango mais leurs avant-gardes sont repoussées par un bataillon zaïrois, renforcé par les blindés de la DSP et une compagnie de l'UNITA.  Les enfants soldats, envoyés en première ligne, subissent de lourdes pertes face aux orgues de Staline de la DSP, des témoignages faisant état de plusieurs douzaines de kadogos tués. Une contre-attaque zaïroise vers Kenge est par la suite repoussée par l'Alliance.
Le 7 mai au matin, les pro-Mobutu tentent de reprendre la ville. Après plusieurs heures de combats, les Zaïrois se replient hors de la ville, ayant infligé de lourdes pertes aux rebelles, tandis que de nombreux civils ont été tués.

## Stabilisation du front puis contournements
Le 10 et le 11, le front se stabilise sur la Wamba, à l'ouest de la Kwango. Les combats reprennent le 12 mai et les combats se poursuivent sur la route vers Kinshasa. L'UNITA et les FAZ repoussés jusqu'au village de Bankana (à mi-chemin entre Kenge et Kinshasa) contre-attaquent et les troupes de Kabila reculent sur la rive est de la Kwango.
Le 15 mai, bien que le pont sur la Bombo quelques dizaines de kilomètres plus loin ait été détruit, 500 rebelles traversent à gué en amont et prennent à revers les Zaïrois,. Selon François Soudan, le général Mahele, sachant la défaite des mobutistes inéluctable, aurait donné aux rebelles le plan des positions de la DSP.
Les combattants de l'UNITA, qui auraient également été attaqués par des troupes mutinées des FAZ, se replient en Angola, après avoir rapatrié leur équipement civil et militaire présent au Zaïre.
« In Zaire, we had hospitals, equipment, and personnel. We had to get everything out. So we fought at Kenge, 70 km from Kinshasa. We stopped [Kabila's] progress for about one week, enough to remove everything. Then we left. There was nothing else to do anyway. Mobutu was sick and tired [...] His army had not will to fight. »
— Jonas Savimbi, chef de l'UNITA, interview, juillet 1999

« Au Zaïre, nous avions des hôpitaux, de l'équipement et du personnel. Nous devions tout faire sortir. Donc nous avons combattu à Kenge, à 70 km [en fait 200 km] de Kinshasa. Nous avons stoppé la progression [de Kabila] pendant une semaine, assez pour tout retirer. Puis nous sommes partis. Il n'y avait plus rien à faire de toute façon. Mobutu était malade et fatigué. [...] Son armée n'avait aucune volonté de combattre. »
— interview, juillet 1999
De nombreux civils sont tués et des femmes violées lors du repli des Zaïrois. Les rebelles de l'AFDL sont également accusés d'exactions.